# Bruno Rosetti
Bruno Rosetti (Ravena, 5 de janeiro de 1988) é um remador italiano, medalhista olímpico.

## Carreira
Rosetti conquistou a medalha de bronze nos Jogos Olímpicos de Verão de 2020 em Tóquio com a equipe da Itália no quatro sem masculino, ao lado de Matteo Castaldo, Marco Di Costanzo, Matteo Lodo e Giuseppe Vicino, com o tempo de 5:43.60.